# Bedford (Iowa)
Bedford es una ciudad situada en el condado de Taylor, en el estado de Iowa, Estados Unidos. Según el censo de 2000 tenía una población de 1.620 habitantes.

## Geografía
Según la Oficina del Censo de los Estados Unidos, la localidad tiene un área total de 4,17 km², la totalidad de los cuales corresponden a tierra firme.

## Demografía
Según el censo de 2000, había 1.620 personas, 691 hogares y 422 familias residiendo en la localidad. La densidad de población era de 388,88 hab./km². Había 769 viviendas con una densidad media de 184,4 viviendas/km². El 98,15% de los habitantes eran blancos, el 0,06% afroamericanos, 0,25% amerindios, el 0,12% asiáticos, el 0,74% de otras razas, y el 0,68% pertenecía a dos o más razas. El 1,67% de la población eran hispanos o latinos de cualquier raza.
Según el censo, de los 691 hogares, en el 25,0% había menores de 18 años, el 51,1% pertenecía a parejas casadas, el 8,1% tenía a una mujer como cabeza de familia, y el 38,9% no eran familias. El 33,1% de los hogares estaba compuesto por un único individuo, y el 21,4% pertenecía a alguien mayor de 65 años viviendo solo. El tamaño promedio de los hogares era de 2,28 personas, y el de las familias de 2,95.
La población estaba distribuida en un 23,0% de habitantes menores de 18 años, un 7,4% entre 18 y 24 años, un 23,2% de 25 a 44, un 19,8% de 45 a 64, y un 26,7% de 65 años o mayores. La media de edad era 42 años. Por cada 100 mujeres había 84,1 hombres. Por cada 100 mujeres de 18 años o más, había 79,6 hombres.
Los ingresos medios por hogar en la localidad eran de 28.125 dólares ($), y los ingresos medios por familia eran 34.943 $. Los hombres tenían unos ingresos medios de 27.788 $ frente a los 18.125 $ para las mujeres. La renta per cápita para la ciudad era de 14.313 $. El 13,7% de la población y el 10,4% de las familias estaban por debajo del umbral de pobreza. El 21,4% de los menores de 18 años y el 12,2% de los habitantes de 65 años o más vivían por debajo del umbral de pobreza.